# Botanophila angustisilva
Botanophila angustisilva är en tvåvingeart som beskrevs av Xue och Yang 2002. Botanophila angustisilva ingår i släktet Botanophila och familjen blomsterflugor.
Artens utbredningsområde är Gansu (Kina). Inga underarter finns listade i Catalogue of Life.